# Shelby Young
Shelby Young (ur. 8 kwietnia 1992) – amerykańska aktorka. Znana z roli przyjaciółki Poppy Moore z filmu Zbuntowana księżniczka.

## Filmografia
- 2005–2008: Wszyscy nienawidzą Chrisa — Jennifer (w 4 odcinkach)
- 2006: Waltzing Anna — Catherine Rhoades
- 2007: Zip – Noreen
- 2008: Wild Child. Zbuntowana księżniczka – Ruby
- 2009-2010: Dni naszego życia – Kinsey (w 18 odcinkach)
- 2010: The Social Network – K.C.